# Dècada del 1790

## Esdeveniments
- Descobert el daltonisme
- Els hausses es converteixen a l'Islam
- Comencen a usar-se aliments en conserva per protegir-los més temps

## Personatges destacats
- Thomas Malthus
- Napoleó Bonaparte
- Maximilien de Robespierre
- Carles IV d'Espanya